# کلرید اسکاندیم
کلرید اسکاندیم (به انگلیسی: Scandium chloride) با فرمول شیمیایی ScCl3 یک ترکیب شیمیایی با شناسه پاب‌کم 82586 است. که جرم مولی آن 151.31 g/mol می‌باشد. شکل ظاهری این ترکیب، خاکستری رنگ-بلورهای سفید است.